# Miconia tentaculifera
Miconia tentaculifera är en tvåhjärtbladig växtart som beskrevs av Charles Victor Naudin. Miconia tentaculifera ingår i släktet Miconia och familjen Melastomataceae. Inga underarter finns listade i Catalogue of Life.